# Waimangu Valley

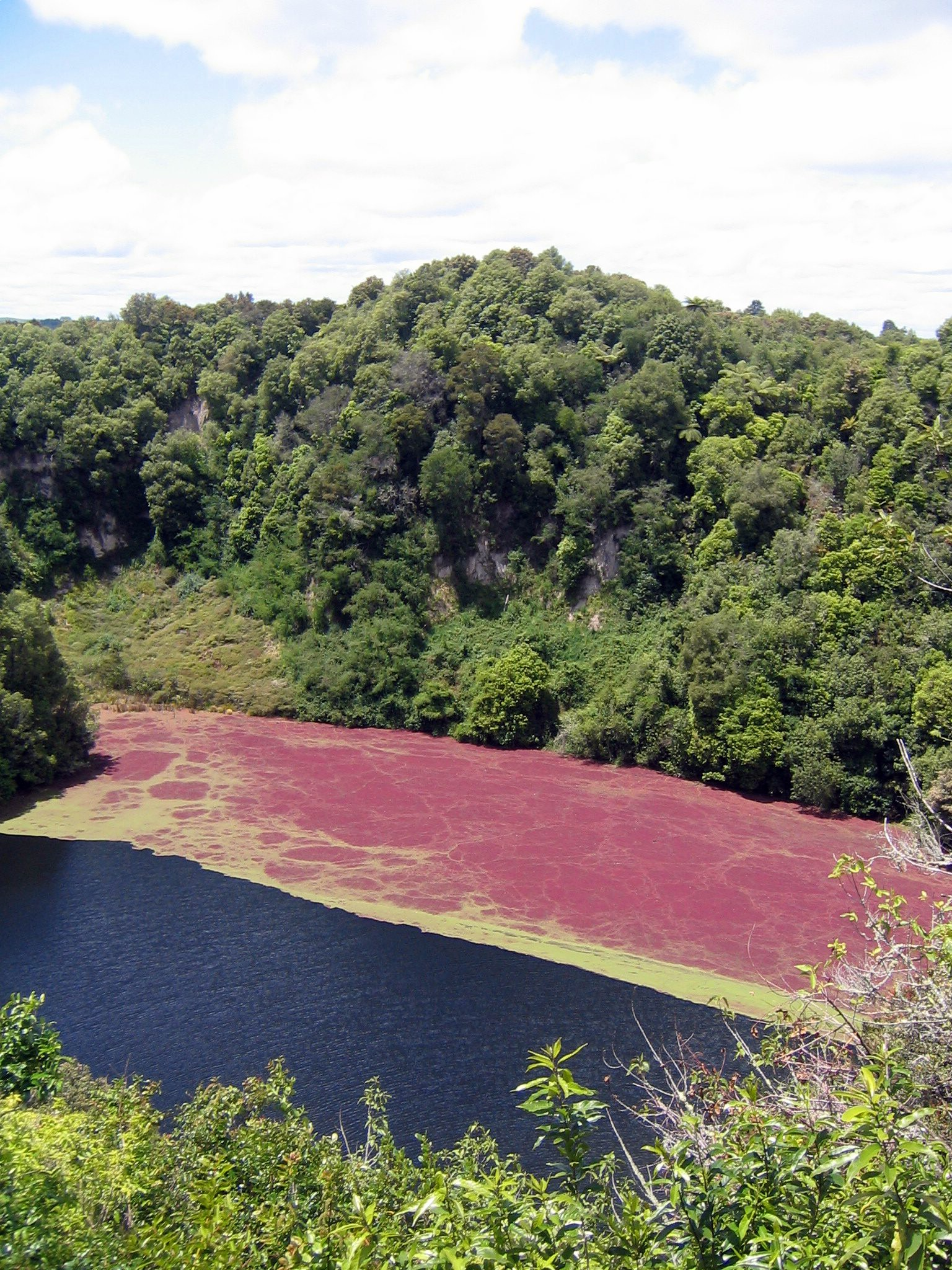
Emerald Lake im Southern Crater

Das Waimangu Valley oder Waimangu Volcanic Rift Valley ist ein Grabenbruch etwa 25 km südlich von Rotorua auf der Nordinsel Neuseelands.
Es entstand am 10. Juni 1886 durch einen Ausbruch des Mount Tarawera. Durch die Eruption entstand ein 17 Kilometer langes Tal, das vom Besucherzentrum durch den heutigen  Lake Rotomahana hindurch reichte. 22 Krater entlang des Grabens brachen gleichzeitig aus. Der Ausbruch verschüttete die auf dem Gebiet des Laka Rotomahana am Ende des Tales gelegenen Sinterterrassen der Pink and White Terraces, damals die bedeutendste Sehenswürdigkeit Neuseelands.
Das Tal ist das jüngste Thermalgebiet der Welt, das einzige bekannte Beispiel für ein direkt infolge eines Vulkanausbruches entstandenes, geothermales Ökosystem und das einzige Beispiel in Neuseeland für die natürliche Regeneration eines heimischen Ökosystems nach der völligen Vernichtung.

## Sehenswürdigkeiten im Tal

### Waimangu-Geysir

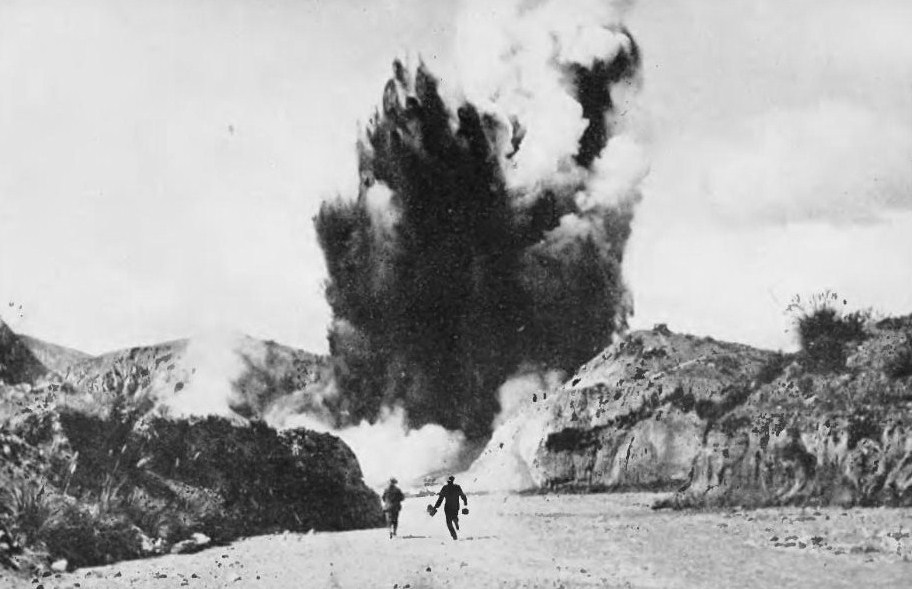
Ausbruch des Waimangu-Geysirs

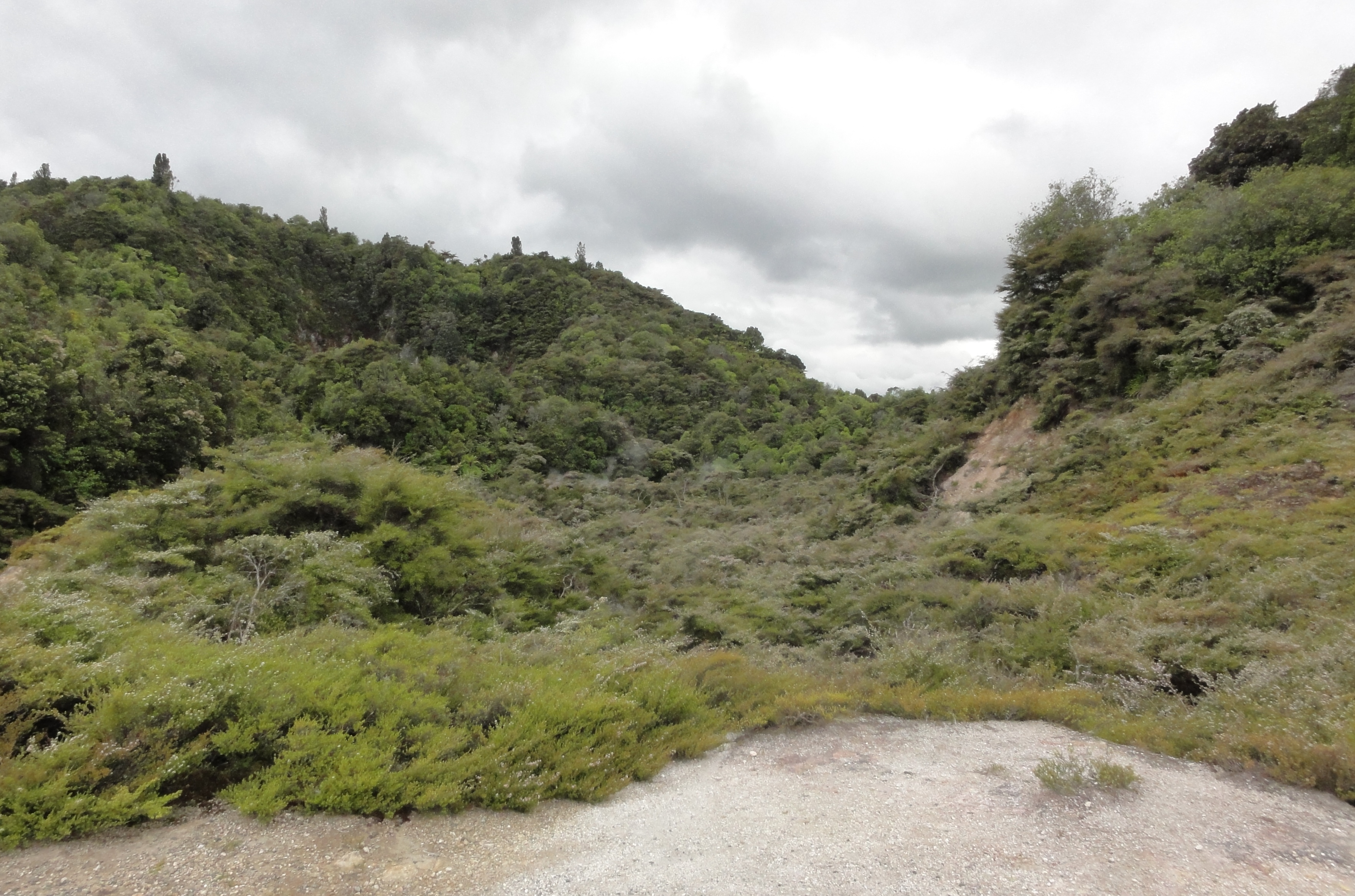
Ort des Waimangu-Geysirs 2011

Der erloschene Waimangu-Geysir war zwischen 1900 und 1904 der höchste Geysir der Welt mit einer bis zu 460 Meter hohen Springfontäne.

### Southern Crater und Emerald Lake
Der etwa 50 m tiefe Krater des Ausbruches von 1886 ist etwa 2 m tief mit Wasser gefüllt. Er ist vom Tal durch einen schmalen Grat getrennt. Außer zwei kleinen Schlammtöpfen im Nordosten des Kraters wurde seit dem Tarawera-Ausbruch keine geothermale Aktivität beobachtet.
Der Kratersee wird wegen seines gelegentlich smaragdfarbenen Wassers „Emerald Lake“ („Smaragdsee“) genannt. Die Farbe des Sees ändert sich jedoch je nach Bewuchses mit Algenmatten und Farnen zwischen grün, braun und rot. Rote Farben werden von dem Schwimmfarn Azolla filiculoides erzeugt. Der Kaltwassersee wird vorwiegend von Regenwasser gespeist und liegt auf Grundwasserniveau.

### Inferno Crater

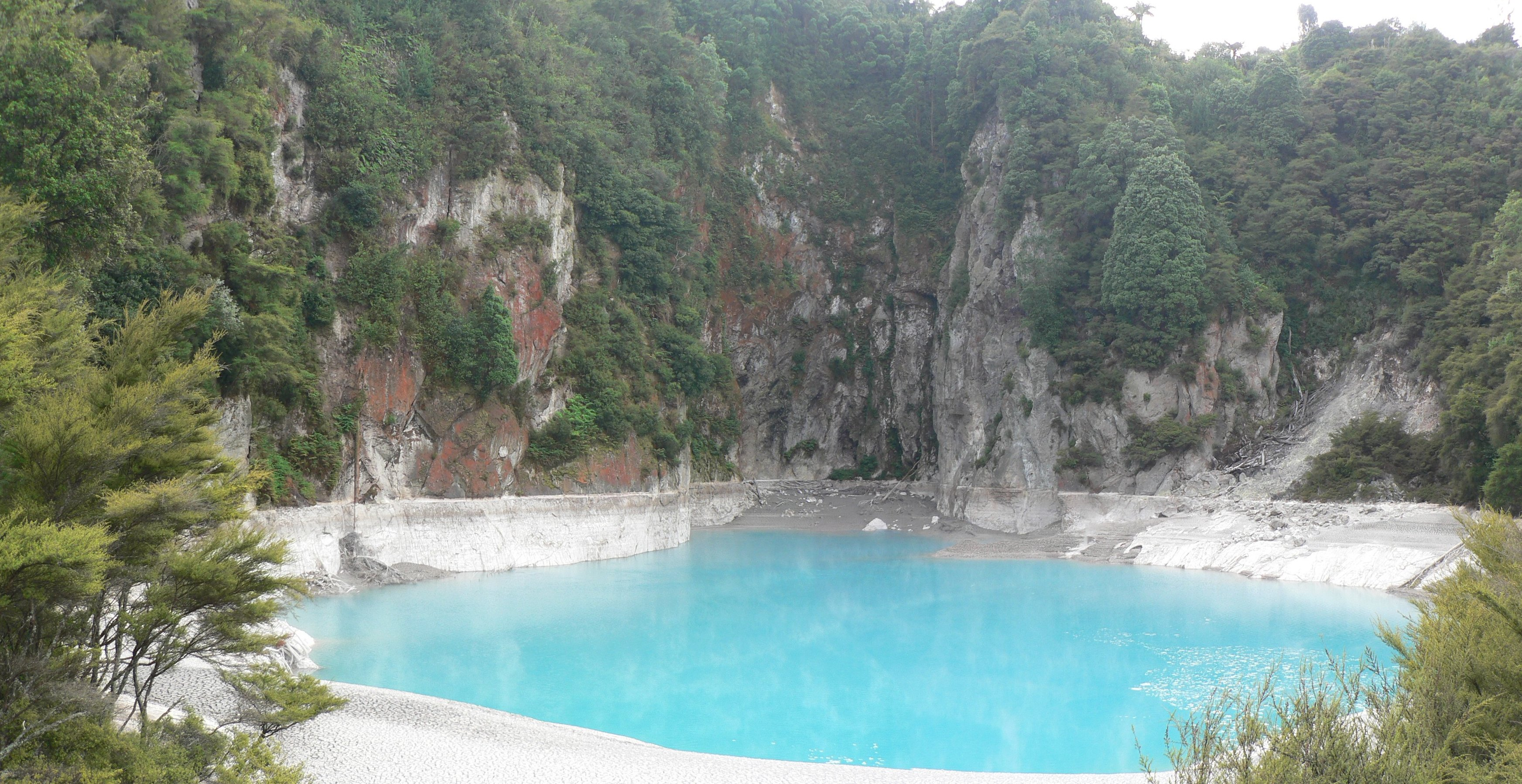
Inferno Crater

Der Krater entstand 1889 durch einen Ausbruch an der Seite des Mount Hazard.
Der See im Inferno Crater besitzt eine kräftig türkisblaue Farbe. Sein Wasserpegel schwankt in einem 38-tägigen Rhythmus. 3–4 Wochen lang steigt das Wasser bis zum Rand des Kraters, 2–3 Tage fließt das Wasser über Ablauf ab, um dann in 15 Tagen wieder bis 8 Meter unter den Rand zu sinken.
Bei maximalem Wasserstand ist der See 30 m tief. Er hat 80 °C heißes, und wegen seines Gehaltes an Schwefelsäure extrem saures Wasser mit einem pH-Wert von bis 2,1. Der See ähnelt mit seinem „trompeteförmigen“ Tiefenprofil einem Geysir, der aber wegen des hohen Wasserstandes nicht sichtbar ist. Der See wird auch als „größtes geysirartiges Gebilde der Welt“ bezeichnet.
Er hat eine Wechselwirkung mit dem Frying pan lake: Wenn der Infernokrater überfließt, reduziert sich der Abfluss des Bratpfannensees, während sich der Wasserstand im Inferno-Krater erhöht, steigt jedoch der Abfluss des Bratpfannensees.

### Echo Crater und Frying Pan Lake
Der Echo-Krater entstand während der Tarawera-Eruption. Am 1. April 1917 kam es im westlichen Teil des Kraters zu einem geothermalen Ausbruch. Dieser zerstörte die vom Ausbruch des Waimangu-Geysirs verbliebene, als Wohnhaus genutzte Touristenunterkunft und tötete zwei Menschen. Der mit Wasser aufgefüllte Krater dieses Ausbruchs bildet den heutigen Bratpfannensee.
Dieser ist der größte Thermalsee und die größte heiße Quelle der Welt. Er enthält 200.000 m³ Wasser. Das Wasser des durchschnittlich sechs Meter tiefen Kratersees ist sauer bei einem pH-Wert von 3,5. Austretendes Kohlendioxid und Schwefelwasserstoffgas erzeugen den Eindruck, dass das Wasser koche. Kochendes Wasser tritt zwar am Boden des Sees aus, wird jedoch vom See auf eine Durchschnittstemperatur von 55 °C abgekühlt.

### Warbrick-Terrassen

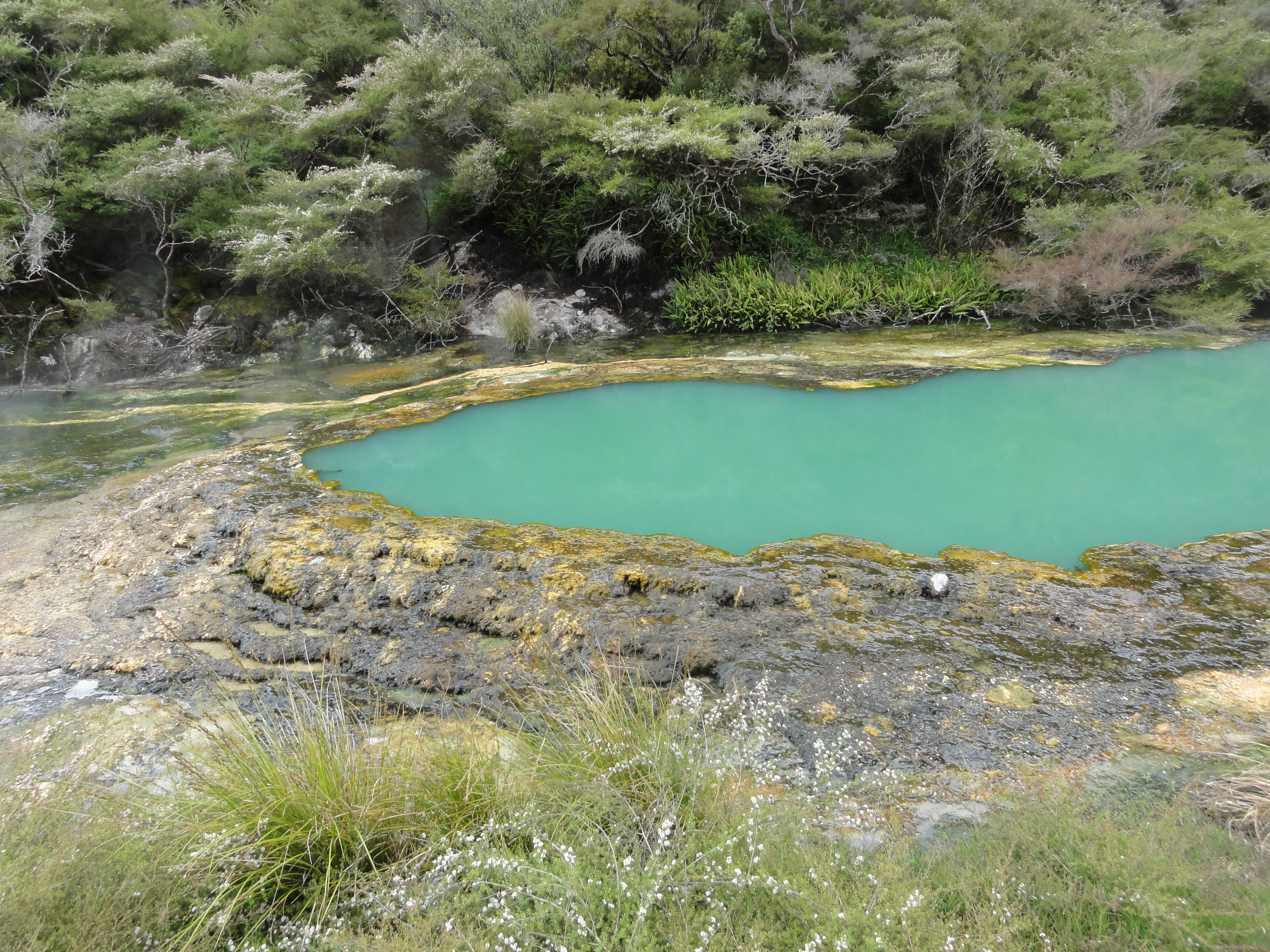
Warbrick-Terrassen

Diese Sinterterrassen befinden sich etwas abseits des Hauptweges im sechsten der Krater vom Southern Crater aus. Dieser wird teilweise Regenbogenkrater oder Rift Valley genannt, hat aber keinen offiziellen Namen. Dieser Krater füllte sich nach dem Tarawera-Ausbruch mit Tephra. Diese Ebene erodierte anschließend, so dass am Rand des Tales Terrassen  verblieben. Durch einen Spalt auf einer der Terrassen tritt heißes Wasser aus, das Sinterdamm ablagert, hinter dem sich ein kleiner türkisfarbener Thermalsee aufstaut. An der Längsseite des Tales befinden sich weitere, kleinere weiße Sinterterrassen. Hier war von 1931 etwa 20 Jahre lang ein bis 1 m hoher Geysir aktiv.
Die Terrassen sind nach der eng mit der Tourismusgeschichte des Tales verbundenen Familie Warbrick benannt. Alfred Patchet Warbrick (1860–1940) war Maori vom Stamm der Ngati Rangitihi und führte 45 Jahre lang Touristen durch das Gebiet. Er soll am Lake Rotomahana geboren sein und wuchs in Auckland auf. Er war am Rotorua Lake als Bootsbauer tätig und nach dem Ausbruch des Tarawera 1886 unter den Rettungsmannschaften. Bald nach dem Ausbruch begann er Touristen durch das Gebiet zu führen. 1896 wurde Warbrick von der Regierung zum Haupttouristenführer für das Gebiet des Tales, den See und das Tarawera-Gebiet ernannt. Sein Bruder  Joseph Astbury Warbrick (1862–1903) kam bei einem Unfall am Waimanhgu-Geysir ums Leben, worauf später eine der Sinterterrassen seinen Namen erhielt. Er war Mitglied des ersten Rugby-Teams der Maori, das nach England reiste und der 17. Rugby-Nationalspieler Neuseelands.

## Lake Rotomahana
Der Grabenbruch des Tales setzt sich durch den heutigen Lake Rotomahana fort. Am südlichen Ende des Sees befindet sich der Endpunkt des Shuttlebusses und der Ausgangspunkt für die Bootsrundfahrten auf dem See.

## Touristische Nutzung

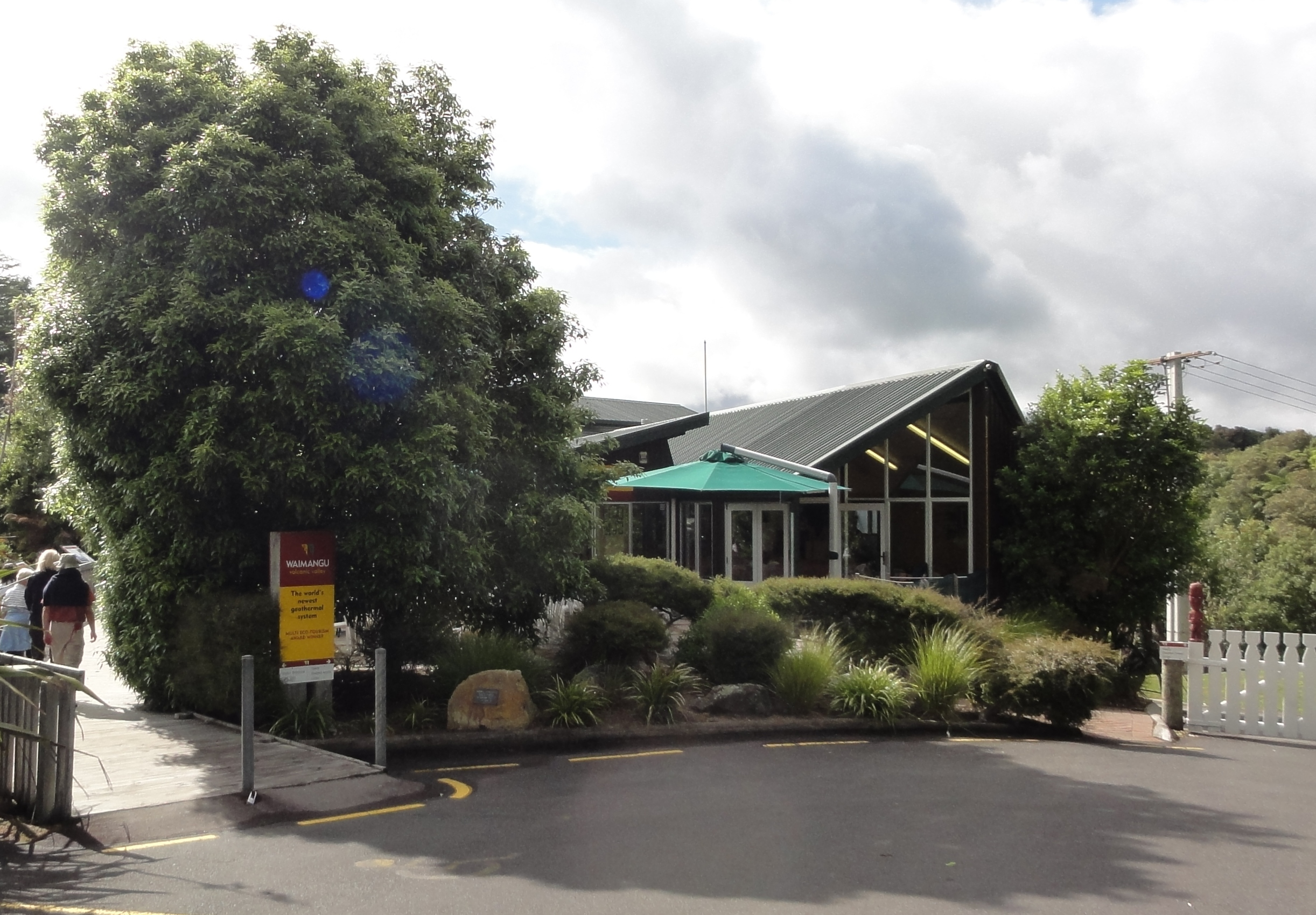
Besucherzentrum am Eingang zum Tal

Das Gebiet war in den frühen 1880er Jahren wegen der Pink and White Terraces ein wichtiges Tourismusziel. Nach dem Ausbruch des Mount Tarawera und der Zerstörung der Terrassen kam der Tourismus zum Erliegen. Einen neuen Aufschwung erhielt er zwischen 1900 und 1904 durch den Waimangu-Geysir, den höchsten Geysir der Welt. Neben 1902/1903 wurde eine Touristenunterkunft am Ende des Tales und Schutzhütten am Geysir errichtet. Nachdem dieser seine Aktivität 1904 einstellte, war auch der Aufschwung zu Ende. Die Touristenunterkunft wurde 1917 beim geothermalen Ausbruch des Echo-Kraters weitgehend zerstört und abgetragen.
Das Tal wird von einem Privatunternehmen in Lizenz des Department of Conservation als touristische Sehenswürdigkeit betrieben. Neben einem Besucherzentrum und einer Toilettenanlage wird ein Shuttlebus mit 3 Haltestellen im Tal betrieben. Auf dem Lake Rotomahana werden Bootsrundfahrten angeboten.